# Пожешка Копривница
Пожешка Копривница (до 1991. године Копривница) је насељено место у саставу града Плетернице, у Славонији, Република Хрватска.

## Историја
До нове територијалне организације налазило се у саставу бивше велике општине Славонска Пожега.

## Становништво
На попису становништва 2011. године, Пожешка Копривница је имала 246 становника.

## Попис1991.
На попису становништва 1991. године, насељено место Копривница је имало 342 становника, следећег националног састава:
| Попис 1991.‍  | Попис 1991.‍  | Попис 1991.‍ | Попис 1991.‍ | Попис 1991.‍ |
| ------------ | ------------ | ----------- | ----------- | ----------- |
|              |              |             |             |             |
| Хрвати       | Хрвати       |             | 264         | 77,19%      |
| Срби         | Срби         |             | 43          | 12,57%      |
| Југословени  | Југословени  |             | 16          | 4,67%       |
| Мађари       | Мађари       |             | 1           | 0,29%       |
| неопредељени | неопредељени |             | 6           | 1,75%       |
| регион. опр. | регион. опр. |             | 1           | 0,29%       |
| непознато    | непознато    |             | 11          | 3,21%       |
| укупно: 342  |              |             |             |             |